# Jacob Jensen (designer)
 Der er flere personer med dette navn, se Jacob Jensen.
Jacob Jensen (født 29. april 1926 i København, død 15. maj 2015 i Virksund) var en dansk industriel designer. Han var bedst kendt for sit arbejde for Bang & Olufsen (B&O).
Jacob opvoksede som søn af en møbelpolstrer på Vesterbro i København. Han gik ud af skolen efter 7. skoleår, men blev få år senere optaget på Kunstakademiet under uddannelse som møbeldesigner.
Han forlod Kunstakademiet i 1952 med speciale i industridesign. Fra 1952 til 1958 var han ansat i det første danske industridesignstudie, som han i 1954 blev dets leder. I 1958 grundlagde Jensen sit eget designstudie i Frederiksberg, kaldet Jacob Jensen Design. Senere flyttede hans virksomhed til Jyllinge, hvor han udviklede et designkoncept for General Electric, der dog ikke anvendte konceptet. Dette designkoncept faldt derimod i tråd med ønskerne hos Bang & Olufsen i Struer, som herefter anvendte dette.
Jacob Jensen designede mere end 500 forskellige produkter som fx radioer, ure, telefoner, køkkenudstyr, briller og røgalarmer. Hans søn Timothy Jacob Jensen var designer af bilen Jensen One, der som basis havde Citroëns model XM.
Jacob Jensens design er en del af den permanente udstilling på Museum of Modern Art i New York.